# Gergely Bogányi
Gergely Bogányi (Vác, 4 de enero de 1974), es un pianista húngaro.

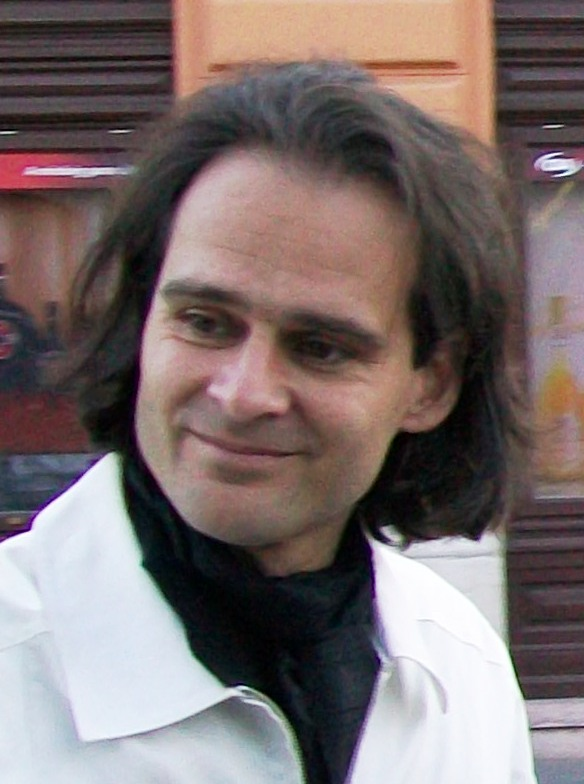
Gergely Bogányi.

## Biografía
Gergely Bogányi comenzó a estudiar piano a los cuatro años de edad; dos años más tarde ganó un premio especial en la Competencia Nacional de Piano en Nyíregyháza, y a nadie sorprendió que tres años después conquistara el primer premio en este mismo concurso.
Estudió en la Academia Liszt de Hungría de música Franz Liszt, con los maestros Zsuzsa Esztó y László Baranyay; en la Academia Sibelius, con el maestro Matti Raekallio y en la Universidad de Indiana en Estados Unidos, con el profesor György Sebők. También ha participado en clases magistrales con los maestros Annie Fischer y Ferenc Rados.

## Premios
Ha ganado diversos premios nacionales e internacionales: el Tercer Premio en Ettlingen, Alemania, en 1990; el Segundo Premio en Epinal, Francia, en 1991 -donde fue el competidor más joven-; el Primer Premio en la Competencia Chopin en Budapest, en 1993, y ese mismo año ganó el Primer Premio en la Competencia Mozart, de la misma ciudad. Tres veces conquistó el Primer Premio en el Concurso de Helmi Vesa en 1989, 1900 y 1991 y en 1996 obtuvo el Premio Principal en el Concurso Franz Liszt en Budapest, en el otoño de 1996.
Asiduamente interpreta el repertorio de cámara con instrumentistas, sobre todo como pianista del Trío Bogányi-Kelemen (Barnabás Kelemen, violín; Tibor Bogányi, chelo, y Gergely Bogányi, piano), con quienes conquistó el Primer Premio de la Competencia Internacional de Música de Cámara en Kuhmo, Finlandia, en julio de 1999.
A los 22 años fue nombrado “Ciudadano Honorario” de su ciudad natal, Vác. En la primavera de 2000 le fue otorgado el premio Grammophon por “El Mejor Evento Musical y el Mejor Músico de Hungría” por una serie de recitales que incluyeron los trabajos completos de Chopin .
Ha sido solista invitado de numerosas orquestas europeas, así como ha ofrecido recitales en festivales e importantes salas de concierto de todo el mundo.

## Discografía
Su discografía incluye conciertos de Mozart, Chopin y Liszt para piano, sonatas de Chopin y Rajmáninov para chelo y piano, y la obra completa de Liszt para violín y piano.

## Repertorio
Piezas para piano solo
- Mozart: Sonatas
- Beethoven: 10 Sonatas
- Schubert
  - Sonatas
  - Impromptus
- Schumann
  - Sonatas: F sharp menor, G menor
  - Fantasia C mayor
  - Mariposas op.2.
  - Carnaval op.9.
  - Kreisleriana op.16.
- Chopin: Completo
- Liszt
  - Sonata B menor
  - 12 Estudios de ejecución trascendente
  - Zwei Konzertetüden
  - Annees de pelerinage
  - 6 Consolations
  - Rapsodias húngaras
  - Rapsodia española
- Brahms
  - Variación y fuga sobre un tema de Handel op.24.
  - Zwei Rapsodies op.79
- Bartók
  - Estudio para mano izquierda
  - 3 Burlesque op.8.c
  - Allegro barbaro
  - Sonatina
  - Suite op 14.
  - Estudios op18.
  - Improvisations op.20
  - Sonate
  - Out of Doors

Conciertos
- Haydn:G mayor
- Mozart
  - C mayor K. 467.
  - C mayor K. 246
  - C menor K. 491.
  - D mayor K. 451
  - D mayor K. 537. "Krönungskonzert"
  - D menor K. 466
  - G mayor K. 453
  - A mayor K. 414
  - A mayor K. 488
  - B flat mayor K. 595

Konzertrondos
- D major K. 382.
- A major K. 386

- Beethoven Nr.4. G major
- Mendelssohn: G minor
- Schumann: A menor
- Chopin: 
  - Nr.2. F menor
  - Andante spianato & Grande Polonaise brillante
- Liszt:
  - Malediction
  - Nr.1. E flat mayor
  - Nr.2. A mayor
  - Dance of Death (Totentanz)
  - Hungarian Phantasy
- Brahms:
  - Nr.1. D menor
  - Nr.2. B flat mayor
- Csajkovszkij: B flat menor
- Grieg: A menor
- Rajmáninov:
  - Nr.2. C menor
  - Nr.3. D menor
- Petrovics: Concierto para piano